# Marco Antonio Primo

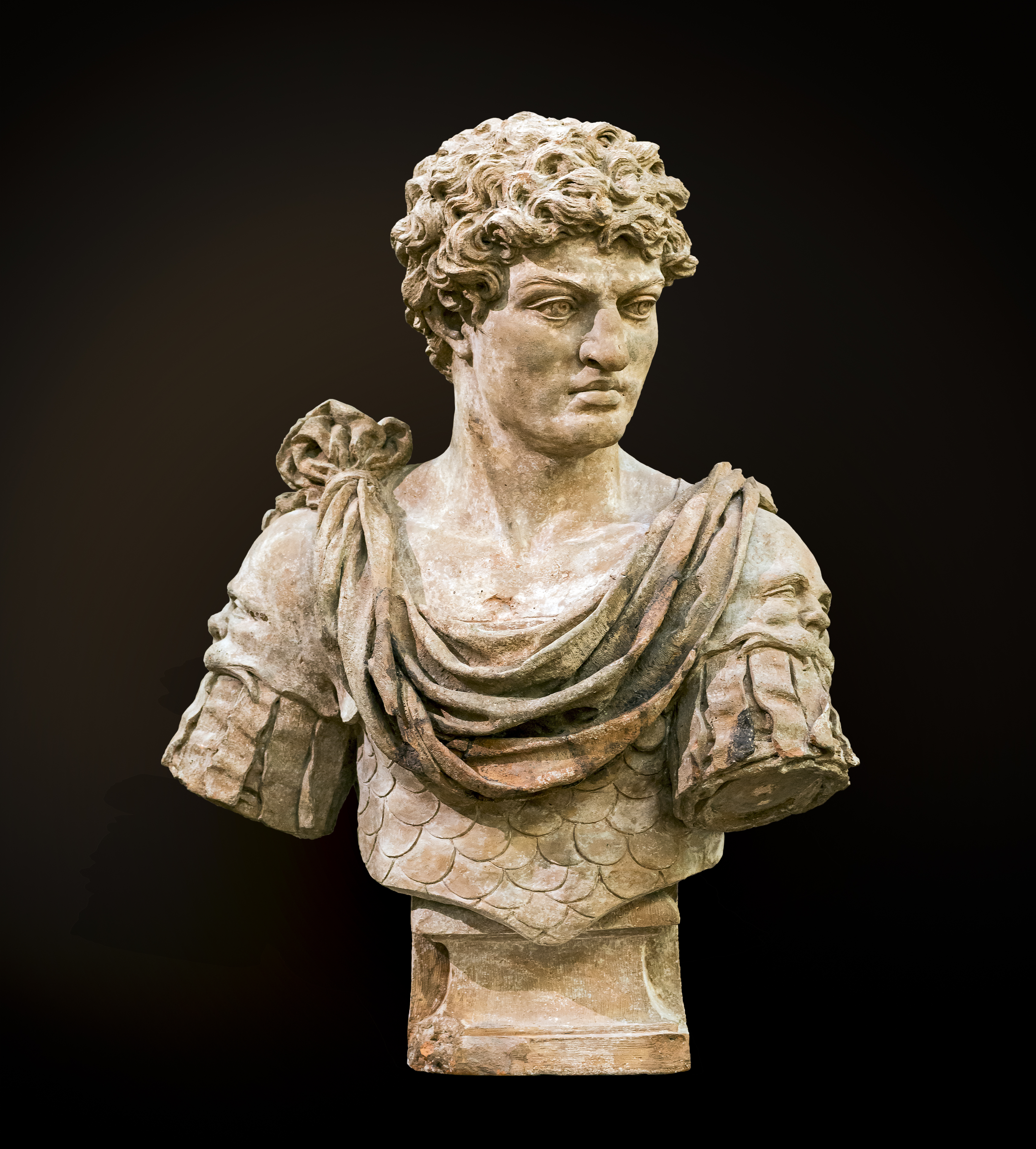
Terracota del busto realizado por Marc Arcis.

Marco Antonio Primo (30/35 - 81) fue un político y militar del Imperio romano.

## Biografía
Primo nació en la población de Tolosa, situada en la Galia Narbonensis. Durante el imperio de Nerón residió en Roma y perteneció al Senado, del que fue expulsado por falsificar un testamento y se le condenó al destierro. Posteriormente fue restituido por Galba, que lo posicionó al mando de la Legio VII Gemina estacionada en Pannonia.
Durante la guerra civil de 68/69 conocida como el Año de los cuatro emperadores se unió a Vespasiano y avanzó hacia Italia obteniendo una victoria decisiva contra Vitelio en la segunda batalla de Bedriacum en octubre de 69 e incendiando ese mismo día Cremona. Tras el saqueo de la ciudad continuó avanzando hacia Roma, donde penetró tras hacer frente a una enconada oposición. Vitelio fue aprehendido y ejecutado y, durante los días siguientes a la muerte del emperador, Primo ejerció prácticamente como gobernador hasta la llegada del gobernador de Siria Cayo Licinio Muciano. Muciano le obligó a renunciar a su autoridad y lo trató de una manera tan ignominiosa que Primo se marchó de la ciudad.
Es probable que Primo estuviera aún vivo durante el reinado del hijo menor de su antiguo aliado, Tito Flavio Domiciano, teoría corroborada por cuatro epigramas de Marcial que estaban dedicadas a él. 
Tácito lo describe como un hombre valiente, un hábil orador y de gran inteligencia, poderoso en tiempos turbulentos, pero codicioso, extravagante y vil durante la paz, no era un enemigo al que se debía subestimar.